# John Hawkes (tennis)
Pour les articles homonymes, voir John Hawkes.
John « Jack » Baily Hawkes, né le 6 juillet 1899 à Geelong et décédé le 31 mars 1990, est un joueur de tennis australien.
Il a notamment remporté les Internationaux d'Australie en 1926, à la fois en simple, double messieurs (avec Gerald Patterson) et double mixte (avec Esna Boyd).

## Palmarès (partiel)

### Titres en simple messieurs
|   | Date       | Nom et lieu du tournoi               | Catégorie    | Surface | Finaliste   | Score         | Tableau |
| - | ---------- | ------------------------------------ | ------------ | ------- | ----------- | ------------- | ------- |
| 1 | 23/01/1926 | Australasian Championships, Adélaïde | Grand Chelem | Gazon   | Jim Willard | 6-1, 6-3, 6-1 | Tableau |

### Finales en simple messieurs
|   | Date       | Nom et lieu du tournoi              | Catégorie    | Surface | Vainqueur        | Score                     | Tableau |
| - | ---------- | ----------------------------------- | ------------ | ------- | ---------------- | ------------------------- | ------- |
| 1 | 22/01/1927 | Australian Championships, Melbourne | Grand Chelem | Gazon   | Gerald Patterson | 3-6, 6-4, 3-6, 18-16, 6-3 | Tableau |

### Titres en double messieurs
|   | Date       | Nom et lieu du tournoi              | Catégorie    | Surface | Partenaire       | Finalistes                     | Score               | Tableau |
| - | ---------- | ----------------------------------- | ------------ | ------- | ---------------- | ------------------------------ | ------------------- | ------- |
| 1 | 02/12/1922 | Australasian Championships Sydney   | Grand Chelem | Gazon   | Gerald Patterson | James Anderson Norman Peach    | 8-10, 6-0, 6-0, 7-5 | Tableau |
| 2 | 23/01/1926 | Australasian Championships Adélaïde | Grand Chelem | Gazon   | Gerald Patterson | James Anderson Pat O'Hara Wood | 6-1, 6-4, 6-2       | Tableau |
| 3 | 12/01/1927 | Australian Championships Melbourne  | Grand Chelem | Gazon   | Gerald Patterson | Pat O'Hara Wood Ian McInness   | 8-6 , 6-2, 6-1      | Tableau |

### Finales en double messieurs
|   | Date       | Nom et lieu du tournoi             | Catégorie    | Surface | Vainqueurs                        | Partenaire       | Score                | Tableau |
| - | ---------- | ---------------------------------- | ------------ | ------- | --------------------------------- | ---------------- | -------------------- | ------- |
| 1 | 14/09/1925 | US National Champ’s Forest Hills   | Grand Chelem | Gazon   | Richard Williams Vincent Richards | Gerald Patterson | 6-2, 8-10, 6-4, 11-9 | Tableau |
| 2 | 25/06/1928 | The Championships Wimbledon        | Grand Chelem | Gazon   | Jacques Brugnon Henri Cochet      | Gerald Patterson | 13-11, 6-4, 6-4      | Tableau |
| 3 | 10/09/1928 | US National Champ’s Forest Hills   | Grand Chelem | Gazon   | George Lott John Hennessey        | Gerald Patterson | 6-2, 6-1, 6-2        | Tableau |
| 4 | 18/01/1930 | Australian Championships Melbourne | Grand Chelem | Gazon   | Jack Crawford Harry Hopman        | Tim Fitchett     | 8-6, 6-1, 2-6, 6-3   | Tableau |

### Titres en double mixte
|   | Date       | Nom et lieu du tournoi              | Catégorie    | Surface | Partenaire  | Finalistes                 | Score    | Tableau |
| - | ---------- | ----------------------------------- | ------------ | ------- | ----------- | -------------------------- | -------- | ------- |
| 1 | 02/12/1922 | Australasian Championships Sydney   | Grand Chelem | Gazon   | Esna Boyd   | Lorna Utz Harold Utz       | 6–1, 6–1 | Tableau |
| 2 | 14/09/1925 | US National Champ’s Forest Hills    | Grand Chelem | Gazon   | Helen Wills | Edith Cross Edgar Moon     | 6-1, 6-3 | Tableau |
| 3 | 23/01/1926 | Australasian Championships Adélaïde | Grand Chelem | Gazon   | Esna Boyd   | Daphne Akhurst Jim Willard | 6-2, 6-4 | Tableau |
| 4 | 22/01/1927 | Australian Championships Melbourne  | Grand Chelem | Gazon   | Esna Boyd   | Youtha Anthony Jim Willard | 6-1, 6-3 | Tableau |
| 5 | 10/09/1928 | US National Champ’s Forest Hills    | Grand Chelem | Gazon   | Helen Wills | Edith Cross Edgar Moon     | 6-1, 6-3 | Tableau |

### Finales en double mixte
|   | Date       | Nom et lieu du tournoi           | Catégorie    | Surface | Vainqueurs                  | Partenaire   | Score          | Tableau |
| - | ---------- | -------------------------------- | ------------ | ------- | --------------------------- | ------------ | -------------- | ------- |
| 1 | 10/09/1923 | US National Champ’s Forest Hills | Grand Chelem | Gazon   | Molla Bjurstedt Bill Tilden | Kitty McKane | 6-3, 2-6, 10-8 | Tableau |
| 2 | 21/01/1928 | Australian Championships Sydney  | Grand Chelem | Gazon   | Daphne Akhurst Jean Borotra | Esna Boyd    | Forfait        | Tableau |